# جورج ريد (سياسي بريطاني)
جورج ريد (بالإنجليزية: George Reid) هو منتج أفلام وصحفي وسياسي بريطاني، ولد في 4 يونيو 1939 في المملكة المتحدة. حزبياً، نشط في الحزب القومي الاسكتلندي.

## مناصب
- في الانتخابات العامة في المملكة المتحدة فبراير 1974 [الإنجليزية]‏، انتخب عضو البرلمان السادس والأربعون للمملكة المتحدة عن دائرة كلكمنان وسترلنغشير الشرقية [الإنجليزية]‏ خلال فترته النيابية ‏ (28 فبراير 1974 – 20 سبتمبر 1974).
- في الانتخابات العامة في المملكة المتحدة أكتوبر 1974 [الإنجليزية]‏، انتخب عضو البرلمان السابع والأربعون للمملكة المتحدة عن دائرة كلكمنان وسترلنغشير الشرقية [الإنجليزية]‏ خلال فترته النيابية ‏ (10 أكتوبر 1974 – 7 أبريل 1979).
- انتخب عضو البرلمان الاسكتلندي الثاني ‏ عن دائرة أشيل [الإنجليزية]‏ وقد انضم خلال فترته النيابية [الإنجليزية]‏ (7 مايو 2003 – 2 أبريل 2007)  للكتلة البرلمانية مستقل.
- في الانتخابات النيابية العمومية الاسكتلندية 1999 [الإنجليزية]‏، انتخب عضو البرلمان الاسكتلندي الأول ‏ عن دائرة إسكتلندا الوسطى وفيف [الإنجليزية]‏ وقد انضم خلال فترته النيابية [الإنجليزية]‏ (6 مايو 1999 – 31 مارس 2003)  للكتلة البرلمانية الحزب القومي الاسكتلندي.
- في الانتخابات النيابية العمومية الاسكتلندية 2003 [الإنجليزية]‏، انتخب عضو البرلمان الاسكتلندي الثاني ‏ عن دائرة أشيل [الإنجليزية]‏ وقد انضم خلال فترته النيابية [الإنجليزية]‏ (1 مايو 2003 – 7 مايو 2003)  للكتلة البرلمانية الحزب القومي الاسكتلندي.
- انتخب عضو مجلس الشورى البريطاني.
- انتخب رئيس البرلمان الاسكتلندي [الإنجليزية]‏ (7 مايو 2003 – 14 مايو 2007).